# (9578) Klyazma
(9578) Klyazma – planetoida z pasa głównego asteroid okrążająca Słońce w ciągu 3 lat i 277 dni w średniej odległości 2,42 j.a. Została odkryta 3 kwietnia 1989 roku w Europejskim Obserwatorium Południowym przez Erica Elsta. Nazwa planetoidy pochodzi od rzeki Klaźmy o długości 686 km, lewego dopływu Oki. Przed nadaniem nazwy planetoida nosiła oznaczenie tymczasowe (9578) 1989 GA3.